# Debugmode Wax
Debugmode Wax es un editor de efectos para video gratuito que se puede usar en una variedad de modas. Wax se convirtió en un software de composición de video altamente independiente con rotomate, un croma keyer y una tabla de valores de luz. El desarrollo se suspendió en 2012, y 2.0 es la versión final del software oficialmente.
- Datos: Q3566778